# Arachnodes semichalceus
Arachnodes semichalceus är en skalbaggsart som beskrevs av Lebis 1953. Arachnodes semichalceus ingår i släktet Arachnodes och familjen bladhorningar. Inga underarter finns listade.